# Rage Against the Machine
A Rage Against the Machine (rövidítve RATM vagy Rage) egy 1991-ben alakult Grammy-díjas Los Angeles-i alternatívrock-zenekar. A zenekar alapítói: Zack de la Rocha (vokál), Tom Morello (gitár), Tim Commerford (basszusgitár) és Brad Wilk (dob). A zenekar a funk-metalt és a hiphopot egyesíti, szövegvilága pedig radikális baloldali. A csapat négy lemez kiadása után, 2000-ben feloszlott, majd 2007-ben újra összeállt koncertezni.

## A zenekar története

### A kezdetek (1991–1992)
1991-ben Tom Morello elhagyta a Lock Up nevű zenekarát és új zenésztársak után nézett. Brad Wilk dobost még a Lock Up-os időszakból ismerte (aki párszor fel is lépett velük), Maynard James Keenannel pedig nem sokkal azelőtt kötött barátságot, Így akkoriban ők hárman jártak egymáshoz zenélni, klubokba fellépni. Eredetileg Morello és Wilk Maynardot akarta felkérni frontembernek, aki ekkor már a Tool zenekar énekese is volt. Egy Los Angeles-i klubban viszont megismerték Zack De la Rochát. Wilknek és Morellónak tetszett De la Rocha stílusa és lenyűgözte őket a már azóta megszokott energikus előadásmódja. De la Rocha elfogadta a felkérésüket, és Tim Commerford, általános iskolás zenekari társának meghívásával basszusgitárosuk is lett. Az új zenekart Rage Against the Machine-re keresztelték egy korábbi hardcore punk szám címe után, melyet De la Rocha írt Inside Out nevű zenekarában.
Röviddel ezután már koncertezett is a RATM a kaliforniai Orange megyében, Commerford egyik barátjának házibuliján.
1992-ben rögzítették 12 számból álló demókazettájukat, ami később 5000 másolatot élt meg. A demó anyaga három szám kivételével megegyezik az első nagylemez anyagával, habár a számok még nem nyerték el végleges formájukat.
Július tizenharmadikán sor került az első igazi Rage Against the Machine-koncertre Los Angelesben, a Porno for Pyros vendégeként léptek fel. Szeptemberben a Lollapalooza fesztiválon buliztak, októberben pedig Európában (az első európai Rage-turnén) a Suicidal Tendencies nevű hardcore punk/crossover thrash zenekarral együtt koncerteztek.

### Sikerek (1992–2000)

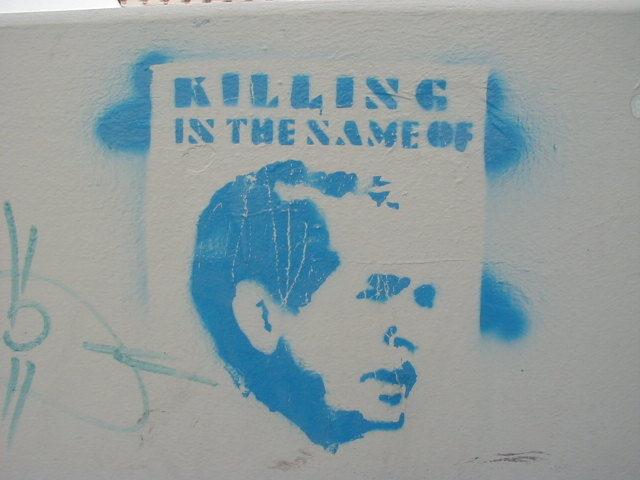
A Killing in the Name szövege megjelenik a popkultúrában

A zenekar első nagylemeze (a Rage Against the Machine) 1992. november 11-én jelent meg, a rajta szereplő Killing in the Name hamar sláger lett. Ez a dal hatsornyi szöveget tartalmaz, ezzel együtt a számban tizenhétszer hangzik el a fuck szó. A borító Malcolm Browne 1963-as Pulitzer-díjas fényképe, amelyen Thích Quảng Đức, egy vietnámi buddhista szerzetes önkezűleg vet véget életének (halálra égeti magát) Saigonban, ezzel tiltakozva Ngô Đình Diệm kormánya ellen.
1993 márciusában turnéra indultak a House of Pain társaságában. Júliusban a Lollapaloozán a zenekar 15 percig állt teljesen meztelenül, szótlanul a színpadon. A négy bandatag testére egy-egy betű volt festve, egymás mellett állva pedig kiolvasható volt a Parents Music Resource Center rövidítése. Novemberben a Cypress Hill-lel indultak turnézni. December 19-én debütált a Freedom videóklipje (r. Peter Christopherson) az MTV-n.
1994 decemberében a Higher Learning című filmben debütált a zenekar új felvétele, a Year of the Boomer-ang. A Rage Against the Machine közben platinalemez lett az USA-ban, Kanadában, az Egyesült Királyságban, Franciaországban, Belgiumban és Chilében. Duplaplatina lett Új-Zélandon, és aranylemez Németországban, Dániában, Hollandiában, Norvégiában, Svédországban, Svájcban és Ausztráliában. 1996 április 16-án jelent meg az új RATM-lemez, az Evil Empire, ami első lett a Billboard 200-as listáján.
A zenekar előadta a Bulls on a Parade című számot a Saturday Night Live-ban 1996 áprilisában.
Júniusban a Rage fellépett a tibeti függetlenségért szervezett fesztiválon a Beastie Boys, a Smashing Pumpkins, a Fugees, a Red Hot Chili Peppers, John Lee Hooker, a Beck, a Sonic Youth, Yoko Ono, De La Soul és Richie Havens társaságában. Július végén a Bulls on a Parade videóklipjét jelölték a legjobb hard rock videóklip kategóriájában az MTV Video Music Awardson. Az  Evil Empire közben platinalemez lett az USA-ban. 1997 januárjában a Bulls on a Parade és a Tire Me számokat jelölték a legjobb hard rock és legjobb metálelőadás kategóriájában a Grammy-díj-átadón. A hónap végére a Rage Against the Machine lemez dupla platina lett.

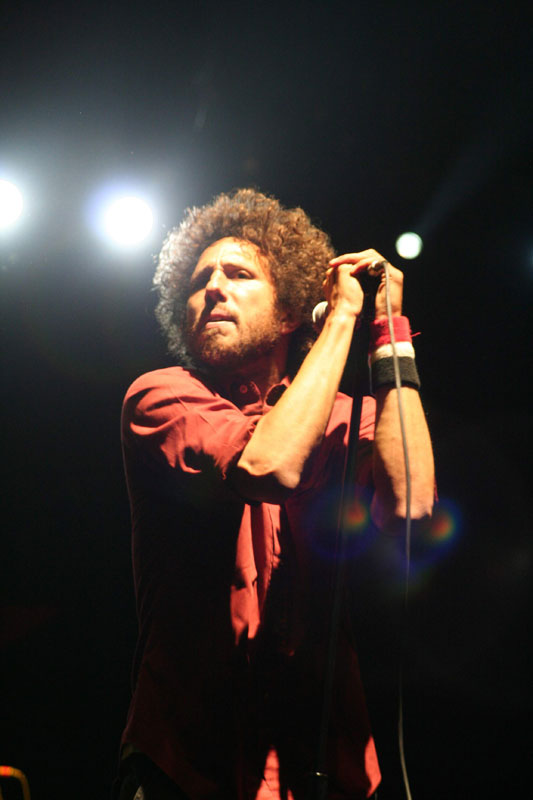
Zack de la Rocha, a RATM énekese a Coachella 2007 fesztiválon.

Ötven amerikai rádióadó közvetítette a "Radio Free L.A." című műsor debütáló adását. Az adás két zenés blokkjában Tom Morello és Zack de la Rocha zenélt együtt Flea-vel, a Red Hot Chili Peppers basszusgitárosával és Steven Perkins dobossal, a Porno for Pyros tagjával. Együtt adták elő a Down Rodeo, Vietnow, Tire Me, People of the Sun, Bulls on Parade, és Year of the Boomerang számokat. Rajtuk kívül még szerepelt Beck és a Cypress Hill is, és a műsorban hallható volt Leonard Peltier, Mumia Abu-Jamal (nekik a korábbi években és később is többször gyűjtött a RATM), Noam Chomsky, Amy Ray az Indigo Girlsből, és a Public Enemy-s Chuck D. Februárban a Tire Me elhozta a Grammy-díjat.
Áprilisban a RATM volt a U2 előzenekara a PopMart turnén, a zenekar pedig a turné alatt befolyt összeget társadalmi szervezeteknek adományozta. Nyár végén indultak közös turnéra a Wu-Tang Clannal, de a Wu-Tang az első hét után elhagyta a turnét. Helyettük a Foo Fighters és a The Roots lettek az előzenekar. Októberre az Evil Empire is duplaplatina lett. Novemberben jelent meg a Rage Against the Machine című DVD, amihez a vásárlók ajándékba kaptak egy új RATM-felvételt, Bruce Springsteen The Ghost of Tom Joadjának feldolgozását. Decemberben egy tüntetésen letartóztatták Tom Morellót.
1998 elején a People of the Sunt jelölték a legjobb hard rock előadás kategóriájában Grammy-díjra. Februárban megjelent a No Shelter című single, ami a következő évben a Godzilla betétdala lett és szintén Grammy-díjra jelölték.
1999 júniusában ismét felléptek a Tibetért koncerten, a The Cult, a Run DMC, a Beastie Boys, a Blondie, Biz Markie, az Outkast, a The Roots, Otis Rush, és Eddie Vedder (Pearl Jam) társaságában.
A Battle of Los Angeles című, következő Rage-lemez a választások napján, november másodikán jelent meg és szintén első volt a Billborad 200-on. Este a Dave Letterman Show-ban élőben közvetítették, amint a RATM előadja a Guerilla Radiót Manhattan egyik utcáján. A Battle of Los Angelesből az első héten 450 000 lemezt adtak el.
A Mátrix című filmben hallható volt a Wake Up, évekkel később pedig, a Mátrix folytatásában a Calm Like a Bomb szerepelt.
2000 januárjában forgatták a Sleep Now in the Fire videóklipjét a Wall Streeten. A klipet Michael Moore rendezte. A forgatás végén a zenekar be akart menni a tőzsde épületébe és ebből kisebb káosz keletkezett a helyszínen.

### Feloszlás és a külön töltött évek (2000–2006)

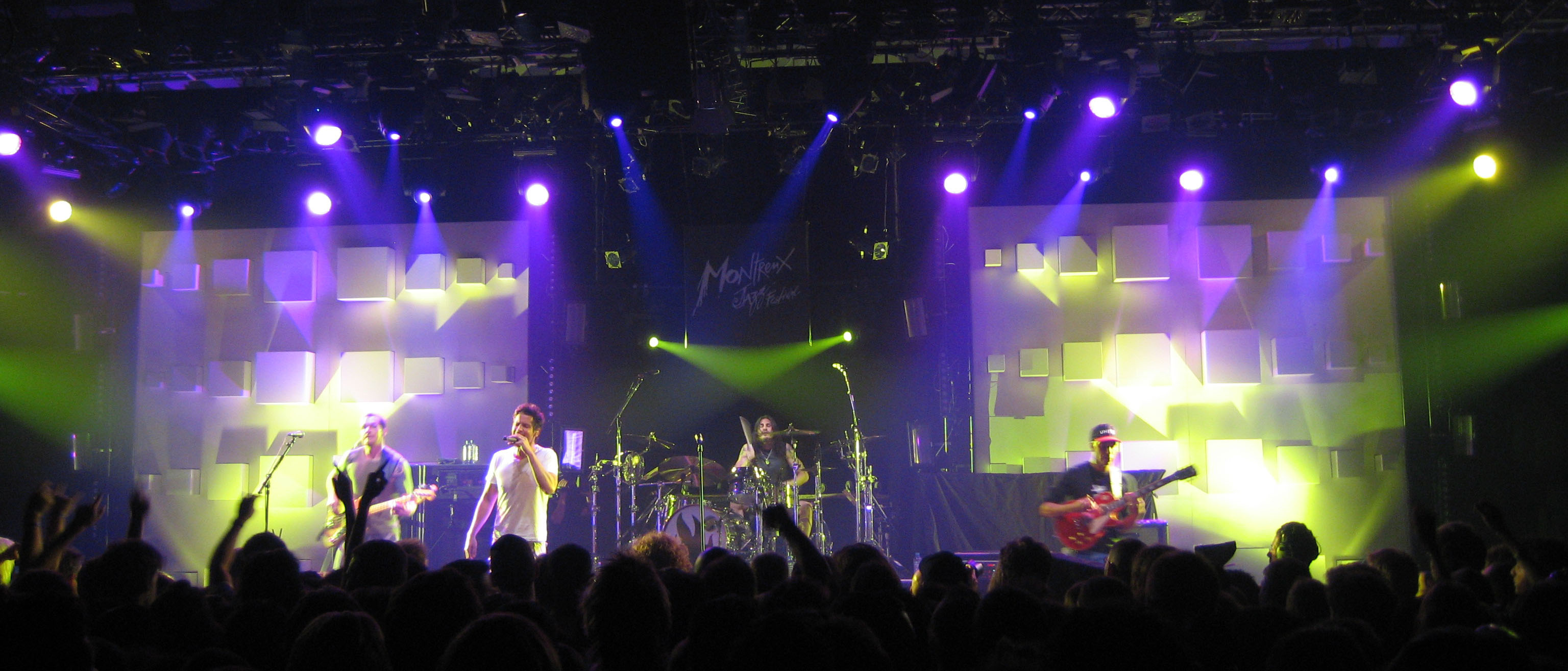
Wilk, Commerford és Morello Chris Cornell-el, azaz az Audioslave a Montreux-i Jazz Fesztiválon 2005-ben.

Szeptember 13-án koncertezett utoljára a Rage. 2000 október 18-án De la Rocha bejelentette, elhagyja a zenekart. November 18-án, kilenc év után feloszlott a Rage Against the Machine.
A zenekar utolsó stúdióalbuma, a Renegades röviddel a bejelentés után jelent meg. A Renegades egy feldolgozásalbum, amelyen Devo-, Cypress Hill-, MC5-, The Rolling Stones- és Bob Dylan-számok hallhatók.
A következő év februárjában a már inaktív RATM újabb Grammy-díjat nyert a legjobb hard rock előadás kategóriájában a Guerilla Radióért. A 2001. szeptember 11-ei New York-i terrortámadás miatt a Clear Chanell tiltólistát készített. A listán a Rage Against the Machine az egyetlen zenekar, aminek az összes számát betiltották.
Commerford, Morello és Wilk egy ideig új énekest kerestek a Rage-be, ehelyett viszont Chris Cornell-lel (a Soundgarden nevű, egykori grunge-zenekar énekesével) alapítottak egy teljesen új zenekart, az Audioslave-et. Az Audioslave öt éven át működött és három stúdiólemezt készítettek vele. 2007 február 15-én Chris Cornell bejelentette, hogy kilép a zenekarból.
Morello szólókarrierbe kezdett. Az Audioslave évei alatt De la Rocha is szólókarrierjét próbálta egyengetni. Együtt dolgozott DJ Shadow-val, a Company Flow-val, Questlove-val a The Rootscal és Trent Reznorral, a Nine Inch Nails énekesével.
A pletykák ellenére Morello és Commerford jó barátok voltak De la Rochával ebben az időszakban is.

### Újraegyesülés (2007–2011)
2007 januárjában felröppent a hír, hogy a Rage Against the Machine újra összeáll egy koncert erejéig. A hír igaznak bizonyult, áprilisban együtt lépett fel a négy alapító tag a Coachella Valley Music and Arts fesztiválon, Dél-Kaliforniában.
Az egy koncertből végül turné lett, majd egy új lemezről is pletykák kezdtek keringeni. De la Rocha viszont leszögezte, a Rage Against the Machine jelenleg csak koncertezik, új stúdiólemezről nincs szó, ráadásul Morello és De la Rocha is saját projekteken dolgozik. 2007 júliusára triplaplatina lettek a Rage Against the Machine és az Evil Empire című RATM-lemezek. 2008 szeptember 3-án a rendőrség megakadályozta, hogy a RATM színpadra lépjen, így a zenekar több tízezer rajongó társaságában, a capella énekelte el a Bulls on a Parade és Killing in the Name számokat.
Morello elmondta, a 2008-as koncerteken nagyon jól érezték magukat, így a Rage folytatja a koncertezést 2009-ben is. Új lemez továbbra sincs tervben.

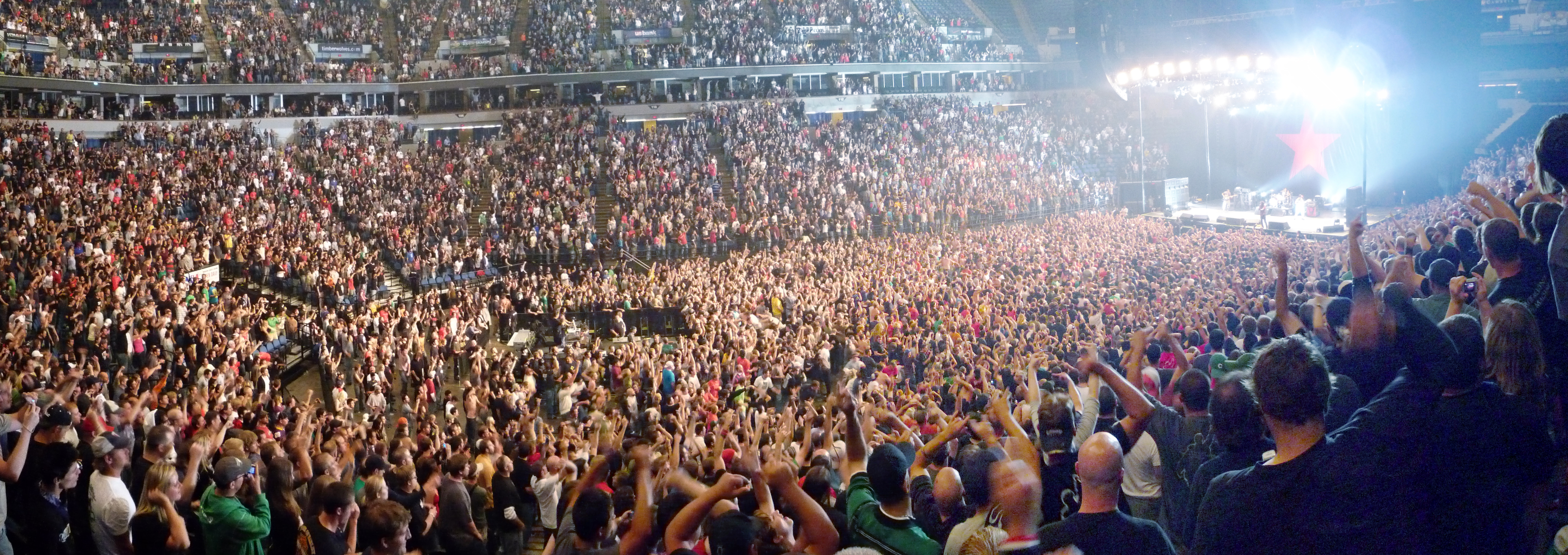
RATM koncert Minneapolisban a Target Centerben a 2008 Republican National Convention alatt. A koncert végül tüntetésbe és letartóztatásokba torkollott.

## Politikai nézetek
A zenekar tagjai egyben politikai aktivisták is. Morello szerint a zenével lehet leginkább kifejezni a politikai álláspontot, hiszen a zene rengeteg emberhez juthat el.
A Rage szövegei az amerikai vezetést élesen kritizálják és az USA politikáját szemellenzősnek és gyilkosnak, a "land of the free"-látszattal köszönő viszonyban sem lévőnek nyilvánítják. A zenekar ezen felül hevesen tiltakozott George W. Bush és Tony Blair, illetve az iraki háború ellen.

A "fekete alapon vörös csillag" a Zapatista Army of National Liberation jelképe

A zenekar tüntetéseket is szervezett és sokszor égettek amerikai zászlót a koncerteken.
A zenekar tagjai ellenzik a kétpártrendszert.
Több ízben tüntettek Mumia Abu-Jamal politikus (rendőrgyilkosságért börtönben van) és Leonard Peltier aktivista (két FBI-ügynök meggyilkolása miatt van börtönben, róla szól a Freedom videóklipje) szabadon bocsátásáért. Többször gyűjtöttek is számukra.
A System of a Down zenekar frontembere, Serj Tankian és Tom Morello az alapítói az Axis of Justice nevű nonprofit baloldali szervezetnek.

### EZLN
A RATM az EZLN (Zapatista Army of National Liberation) mozgalom szimpatizánsa.
Az EZLN gyakran jelenik meg a zenekar szövegeiben, a mozgalom zászlaját (fekete alapon vörös csillag) pedig a zenekar és a rajongók is gyakran viselik pólóikon.
Az EZLN egy marxista, szocialista, fegyveres de erőszakellenes politikai szervezet, amely 1994 óta működik Chiapasban, Mexikó legszegényebb tagállamában.

## A RATM zenéjéről

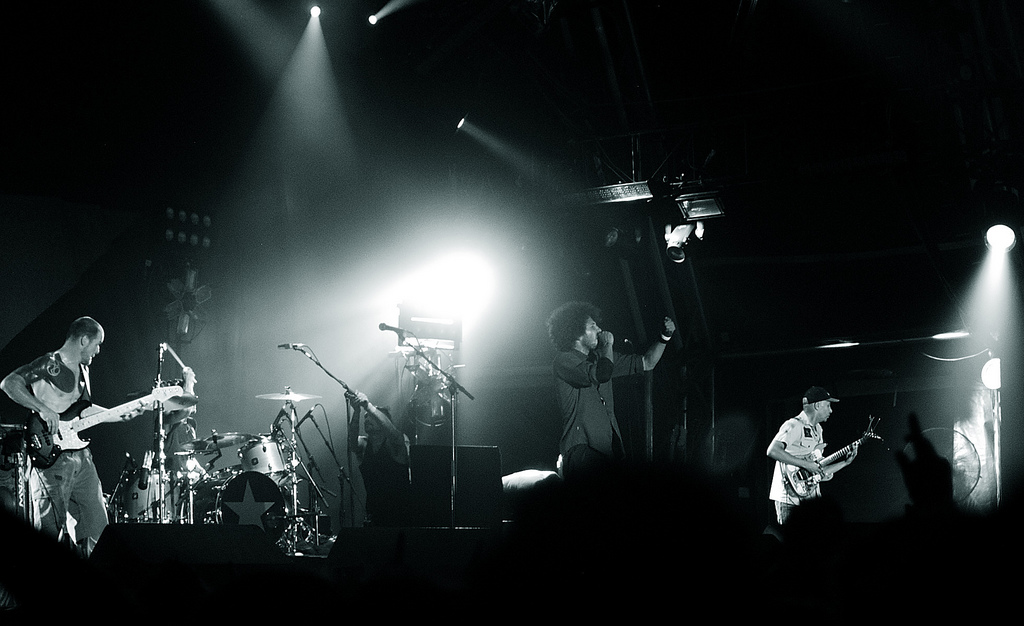
A RATM koncertezik

A Rage Against the Machine zenéje egy keverék, műfajilag nehezen beskatulyázható.
A zenei alapokat Tim Commerford és Brad Wilk groove-jai határozzák meg. A zenekarban nincs ritmusgitáros, ezért Commerford sűrűn effektezi a basszusgitárt. Több számban is egyszerre hallható egy torzított és egy torzítatlan basszussáv. A groove-ok lényege mégis az egyszerűség és a pontosság. Ha csak ezt a részét nézzük a zenekar zenei világának, elmondhatjuk: funk-metalt játszanak. Ez azonban nem teljesen fedi a valóságot. A groove-ra Tom Morello egyedülálló gitárszólókat és korábban soha nem hallott effektezésű gitárriffeket játszik. Morello játéka miatt lesz a már eleve újszerű funk-metalból egy olyan stílus, ami csak a Rage-re jellemző.
És erre a különleges zenei alapra rappel (nagyon ritka esetben énekel) Zack de la Rocha, így a rapcore, a rap-rock műfajok is bekerülnek a stíluskavalkádba. Morello sokszor hangsúlyozza: a RATM zenéjéhez nem használnak szintetizátort, ami a stúdiólemezeken hallható, azt mind különlegesen effektelt hangszerekkel veszik fel. A RATM stílusát gyakran egyszerűen nu metalnak nevezik.

## Diszkográfia
A Rage Against the Machine négy stúdióalbumot adott ki:
- Rage Against the Machine (1992)
- Evil Empire (1996)
- The Battle of Los Angeles (1999)
- Renegades – feldolgozásalbum (2000)

## Díjak és jelölések
A Rage Against the Machine két Grammy-díjat kapott; a "Tire Me" című számukért Grammy-díj a legjobb metálteljesítményért, a "Guerilla Radio"-ért Grammy-díj a legjobb hard rock teljesítményért. A zenekart háromszor jelölték a MTV Video Music Awardson, de eddig még egyszer sem nyert díjat. 2008-ban az együttes egy különleges, "Hall of Fame" díjat kapott a Kerrang! magazintól.
Grammy-díjak
| Év   | Jelölt/munka              | Díj                                            | Eredmény  |
| ---- | ------------------------- | ---------------------------------------------- | --------- |
| 1997 | "Tire Me"                 | Grammy-díj a legjobb metálteljesítményért      | Megnyerte |
| 1997 | "Bulls on Parade"         | Grammy-díj a legjobb hard rock teljesítményért | Jelölve   |
| 1998 | "People of the Sun"       | Grammy-díj a legjobb hard rock teljesítményért | Jelölve   |
| 1999 | "No Shelter"              | Grammy-díj a legjobb metálteljesítményért      | Jelölve   |
| 2001 | "Guerilla Radio"          | Grammy-díj a legjobb hard rock teljesítményért | Megnyerte |
| 2001 | The Battle of Los Angeles | Grammy-díj a legjobb rockalbumért              | Jelölve   |
| 2002 | "Renegades of Funk"       | Grammy-díj a legjobb hard rock teljesítményért | Jelölve   |

MTV Video Music Awards
| Év   | Jelölt/munka            | Díj               | Eredmény |
| ---- | ----------------------- | ----------------- | -------- |
| 1996 | "Bulls on Parade"       | Legjobb rockvideó | Jelölve  |
| 1997 | "People of the Sun"     | Legjobb rockvideó | Jelölve  |
| 2000 | "Sleep Now in the Fire" | Legjobb rockvideó | Jelölve  |

NME-díjak
| Év   | Jelölt/munka             | Díj         | Eredmény  |
| ---- | ------------------------ | ----------- | --------- |
| 2010 | Rage Against the Machine | Az év hősei | Megnyerte |

Kerrang!-díjak
| Év   | Jelölt/munka             | Díj          | Eredmény  |
| ---- | ------------------------ | ------------ | --------- |
| 2008 | Rage Against the Machine | Hall of Fame | Megnyerte |

Classic Rock Roll of Honour-díjak
| Év   | Jelölt/munka                          | Díj             | Eredmény |
| ---- | ------------------------------------- | --------------- | -------- |
| 2010 | Rage Against the Machine              | Az év együttese | Jelölve  |
| 2010 | Christmas Number One and Free Concert | Az év eseménye  | Jelölve  |

## Fordítás
- Ez a szócikk részben vagy egészben  a   Rage_Against_the_Machine című angol Wikipédia-szócikk fordításán alapul.  Az eredeti cikk szerkesztőit annak laptörténete sorolja fel. Ez a jelzés csupán a megfogalmazás eredetét és a szerzői jogokat jelzi, nem szolgál a cikkben szereplő információk forrásmegjelöléseként.